# Lliga catalana de bàsquet femenina 2023-2024
La XXXV Lliga Nacional Catalana AON 2023 fou la trenta-cinquena edició de la Lliga catalana de bàsquet. La competició se celebrà des del 29 de setembre fins al 1 d'octubre de 2023 al Palau d'Esports de La Seu d'Urgell. Hi participaren l'Spar Girona, vigent campió, Cadí la Seu, Barça CBS i Talenom Boet Mataró, que es classificà després d'haver guanyat la Lliga catalana Challenge. La competició es disputà en format de final a quatre i es proclamà campió el Cadí la Seu, que aconseguí el seu sisè títol, tercer consecutiu des de 2021. A nivell individual, destacà l'actuació de l'alera catalana Júlia Soler, que fou escollida MVP de la final.
La competició fou retransmesa en directe pel canal Esport3 i fou organitzada per la Federació Catalana de Basquetbol, amb el suport institucional de la Secretaria General de l'Esport de la Generalitat de Catalunya, la Unió de Federacions Esportives de Catalunya, la Diputació de Lleida i l'Ajuntament de La Seu d'Urgell.

## Quadre de competició
|  | Semifinals               | Semifinals  |                       |    | Final | Final |
|  |                          |             |                       |    |       |       |
|  | 29 de setembre 20:45 CET |             |                       |    |       |       |
|  |                          |             |                       |    |       |       |
|  | Cadí la Seu              | 90          |                       |    |       |       |
|  | Cadí la Seu              | 90          | 1 d'octubre 17:00 CET |    |       |       |
|  | Talenom Boet Mataró      | 54          |                       |    |       |       |
|  | Talenom Boet Mataró      | 54          | Cadí la Seu           | 77 |       |       |
|  | 29 de setembre 18:15 CET |             | Cadí la Seu           | 77 |       |       |
|  |                          | Spar Girona | 76                    |    |       |       |
|  | Spar Girona              | Spar Girona | 76                    | 89 |       |       |
|  | Spar Girona              |             |                       | 89 |       |       |
|  | Barça CBS                | 68          |                       |    |       |       |
|  | Barça CBS                | 68          |                       |    |       |       |

## Semifinals
| En negreta = Equip guanyador Pts = Punts Rebs = Rebots Assis = Assistències Val = Valoració Nota: Noms dels equips segons l'època |

### Spar Girona vs Barça CBS
L'Spa Girona s'imposà amb claredat al Barça CBS per 89 a 68 i es classificà per disputar la final. Destacà l'actuació de Marianna Tolo amb 25 punts i 35 de valoració, per part gironina, i Carolina Guererro amb 15 punts, 8 rebots i 22 de valoració, per part sanfeliuenca.
| 29 de setembre de 2023 18:15 CET Informe | Spar Girona                                                     | 89–68 | Barça CBS                                                            | Palau d'Esport de La Seu d'Urgell Àrbitres: Sandra Sánchez i Joan Fanés |
| 29 de setembre de 2023 18:15 CET Informe | Resultats per quarts: 19-22, 31-10, 19-20, 20-16                |       |                                                                      | Palau d'Esport de La Seu d'Urgell Àrbitres: Sandra Sánchez i Joan Fanés |
| 29 de setembre de 2023 18:15 CET Informe | Pts: Tolo 25 Rebs: Magarity 8 Assist: Ygueravide 6 Val: Tolo 35 |       | Pts: Guerrero 15 Rebs: Guerrero 8 Assist: Erjavec 9 Val: Guerrero 22 | Palau d'Esport de La Seu d'Urgell Àrbitres: Sandra Sánchez i Joan Fanés |

### Cadí la Seu vs Talenom Boet Mataró
El Cadí la Seu guanyà amb bastant marge al Talenom Boet Mataró per 90 a 54 i es classificà per disputar la seva dinovena final, catorzena consecutiva des de 2010. Destacaren per part alturgellenca Lotta Lahtinen amb 15 punts, màxima anotadora del partit, i, per part mataronina, Queralt Coll amb 10.
| 29 de setembre de 2023 20:45 CET Informe | Cadí la Seu                                                          | 90–54 | Talenom Boet Mataró                                    | Palau d'Esport de La Seu d'Urgell Àrbitres: Josep Maria Olivares i Eva Aresté |
| 29 de setembre de 2023 20:45 CET Informe | Resultats per quarts: 17-13, 25-16, 28-18, 20-7                      |       |                                                        | Palau d'Esport de La Seu d'Urgell Àrbitres: Josep Maria Olivares i Eva Aresté |
| 29 de setembre de 2023 20:45 CET Informe | Pts: Lahtinen 15 Rebs: Remenárová 11 Assist: Ramette 8 Val: Soler 18 |       | Pts: Coll 10 Rebs: Soler 6 Assist: Vila 3 Val: Coll 10 | Palau d'Esport de La Seu d'Urgell Àrbitres: Josep Maria Olivares i Eva Aresté |

## Final
| 1 d'octubre de 2023 17:00 CET Acta | Cadí la Seu                                               | 77–76 | Spar Girona                                                                      | Palau d'Esport de La Seu d'Urgell Àrbitres: Jorge Baena, Antoni Zamora i Leandro Nicolás |
| 1 d'octubre de 2023 17:00 CET Acta | Resultats per quarts: 12-23, 23-16, 25-17, 17-20          |       |                                                                                  | Palau d'Esport de La Seu d'Urgell Àrbitres: Jorge Baena, Antoni Zamora i Leandro Nicolás |
| 1 d'octubre de 2023 17:00 CET Acta | Pts: Soler 21 Rebs: Bair 7 Assist: Ramette 5 Val: Bair 18 |       | Pts: Magarity 21 Rebs: Magarity 6 Assist: Ygueravide, Canella 5 Val: Magarity 26 | Palau d'Esport de La Seu d'Urgell Àrbitres: Jorge Baena, Antoni Zamora i Leandro Nicolás |

| Cadí la Seu | Spar Girona |

| #             | Jugadora            | Pts | Rbs. | Ass. | Val. |
| ------------- | ------------------- | --- | ---- | ---- | ---- |
| 1             | Cameron Swartz      | N/D | N/D  | N/D  | N/D  |
| 4             | Elise Ramette       | 6   | 3    | 5    | 8    |
| 5             | Montserrat Brotons  | 0   | 2    | 1    | -4   |
| 7             | Anna Palma          | 11  | 5    | 3    | 12   |
| 10            | Carmen Grande       | 2   | 0    | 3    | 6    |
| 12            | Júlia Soler         | 21  | 2    | 0    | 17   |
| 14            | Sara Hinriksdóttir  | N/D | N/D  | N/D  | N/D  |
| 15            | Veronika Remenárová | 9   | 6    | 4    | 15   |
| 17            | Zoe Hernández       | 0   | 1    | 1    | 2    |
| 31            | Lotta Lahtinen      | 9   | 3    | 2    | 10   |
| 42            | Margaret Bair       | 19  | 7    | 2    | 18   |
| 52            | Sierra Campisano    | 0   | 2    | 0    | -1   |
| Total         | Total               | 77  | 34   | 21   | 86   |
| Entrenador    |                     |     |      |      |      |
| Fabián Téllez |                     |     |      |      |      |

| Campió de la Lliga Catalana 2023-2024 |
| ------------------------------------- |
| Cadí la Seu Sisè títol                |
| MVP                                   |
| Júlia Soler                           |

| #            | Jugadora          | Pts | Rbs. | Ass. | Val. |
| ------------ | ----------------- | --- | ---- | ---- | ---- |
| 1            | Laura Peña        | 2   | 4    | 2    | 4    |
| 2            | Regan Magarity    | 21  | 6    | 2    | 26   |
| 6            | Faustine Parra    | 0   | 1    | 0    | 0    |
| 12           | Marianna Tolo     | 14  | 2    | 2    | 14   |
| 13           | Sandra Ygueravide | 11  | 2    | 5    | 12   |
| 21           | Marta Canella     | 4   | 4    | 5    | 10   |
| 22           | Morgan Bertsch    | 11  | 3    | 0    | 12   |
| 24           | Ainhoa López      | 5   | 1    | 2    | 1    |
| 77           | Giedrė Labuckienė | 4   | 2    | 0    | 0    |
| 90           | Aina Cargol       | N/D | N/D  | N/D  | N/D  |
| 91           | Mama Doumbia      | 4   | 2    | 0    | 3    |
| 92           | Lala Toure        | N/D | N/D  | N/D  | N/D  |
| Total        | Total             | 76  | 33   | 18   | 88   |
| Entrenadora  |                   |     |      |      |      |
| Laura Antoja |                   |     |      |      |      |